# Segeroth
Der Segeroth war von Ende des 19. bis Mitte des 20. Jahrhunderts ein Industrie- und Arbeiterviertel in der Stadt Essen, oft als Wilder Norden bezeichnet. Es lag nordwestlich der Innenstadt zwischen Altendorf, Bochold und Altenessen. An seiner Stelle befindet sich heute ein Teil des Nordviertels mit dem Campus Essen der Universität Duisburg-Essen.

## Geschichte

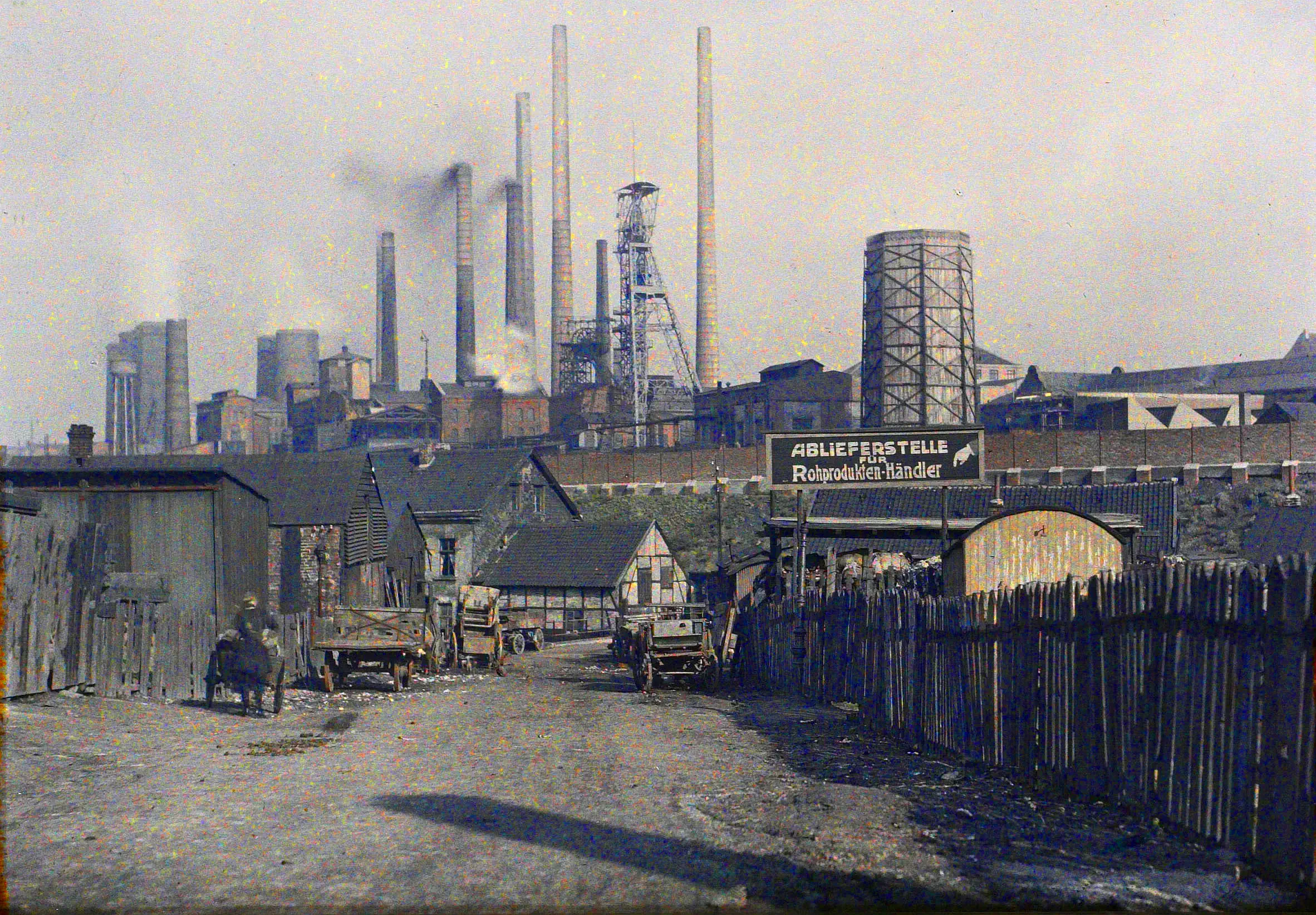
Zeche Victoria Mathias im Osten von Segeroth, 1923

Mit dem Aufschwung des Kohlenbergbaus, in diesem Gebiet speziell die Abteufung der Zeche Victoria Mathias im Jahre 1840, und später auch durch die enorme Expansion der Kruppwerke stieg die Bevölkerung Essens durch Zuwanderungen von Arbeitskräften sprunghaft an, und damit auch die Nachfrage nach billigem Wohnraum. So entstand innerhalb weniger Jahre, wo vorher noch Viehweiden und Äcker lagen, das Arbeiterviertel Segeroth. Die Siedlung erhielt zunächst aus Mitteldeutschland und bald hauptsächlich aus dem Osten des Deutschen Reichs Zuzug der dort beheimateten unterschiedlichen ethnischen Gruppen, unter ihnen auch osteuropäische Juden und Roma. Das damalige, noch kleinstädtisch geprägte Essen war mit diesem Ansturm überfordert. Seit den 1870er Jahren entstand in einer Gemengelage und städtebaulich ungeplant ein ethnisch bunt gemischtes Viertel mit „Arbeitersiedlungen, Schlaf- und Logierhäusern, Mietskasernen, Industrieanlagen, Eisenbahnlinien und Friedhöfen“. Vor allem die Industriellen Alfred Krupp und sein Sohn Friedrich Alfred Krupp, aber auch der Essener Bauunternehmer Piekenbrock waren die Bauherren der meist primitiven Mietskasernen mit hoher Bewohnerdichte.
Während im Segeroth 1886 noch 8.000 Menschen lebten, waren es um 1930 mehr als 40.000 Menschen. Neben gesellschaftlichen Randgruppen lebten hier Kruppsche Facharbeiter sowie kleinbürgerliche und mittelständische Kaufleute und Kleingewerbetreibende.
Begrenzt war der Ort im Westen von der Kruppschen Gussstahlfabrik, im Norden durch seinen Friedhof und die Städtische Gasanstalt, die Maschinenbau-Union und das Elektrizitätswerk, im Osten von der Zeche Victoria Mathias, sowie im Süden von der Bahntrasse mit dem Bahnhof Essen-Nord. Später bildete sich südlich der Bahntrasse mit dem Großmarkt eine weitere Barriere zum Essener Stadtkern. So wurde die Bebauung in engen Grenzen gehalten und konnte sich nicht ausweiten oder sich mit anderen Stadtteilen verbinden. Segeroth bot den Vorteil des nahen Arbeitsplatzes, eine billige Wohngelegenheit und vermied Auseinandersetzungen mit der angestammten, eher kleinstädtischen Bevölkerung, da man hier unter sich war. Bei meist herrschendem Westwind kamen Ruß und Staub der nahen Gussstahlfabrik direkt ins Viertel, was die Wohnqualität massiv beeinträchtigte. Auch wenn die Miete günstig war, mussten einige Mieter diese mit der Aufnahme von Schlaf- und Kostgängern aufbringen. Naturgemäß war die Mehrzahl der Zuwanderer ledige Männer, was in Folge die Prostitution im Viertel begünstigte.
Im Segeroth gab es die katholische Kirchengemeinde St. Marien mit angeschlossenem Kloster. Die Marienkirche wurde nach dem Zweiten Weltkrieg 1957/1959 von Fritz Schaller wiederaufgebaut, wobei der letzte Gottesdienst am 10. Februar 2008 stattfand.
Am 1. November 1868 eröffnete die Güterbahnstrecke vom Bahnhof Altenessen zum heute nicht mehr existierenden Güterbahnhof Essen-Segeroth (in etwa auf dem Gelände des heutigen Universitätsparkplatzes), nicht zu verwechseln mit dem südlicher gelegenen Güterbahnhof Essen-Nord, der an der im gleichen Jahr eröffneten Strecke nach Bergeborbeck liegt.
Auf dem Alten Friedhof Segeroth, dem heutigen Segeroth-Park, wurden unter anderem Bergleute des Grubenunglücks vom 20. Oktober 1921 auf Zeche Victoria Mathias beigesetzt. Im nordöstlichen Teil des Geländes befindet sich Essens größter jüdischer Friedhof. Er steht heute unter Denkmalschutz. Durch die schweren Bombenangriffe des Krieges im März 1943 wurde der Segeroth stark zerstört und nach dem Krieg nur sporadisch wiederaufgebaut. Nach Kriegsende war die Gussstahlfabrik zerstört und demontiert und die Zeche nach und nach stillgelegt. Der Großmarkt wurde Mitte der 70er Jahre nach Osten, an die Lützowstraße im Stadtteil Essen-Nord, verlegt, die Hallen anschließend abgebrochen und die Bahnhöfe und Bahnstrecken schrittweise stillgelegt und zurückgebaut. Die noch bestehende Wohnbebauung verschwand dann großteils in den 1960er Jahren, in großem Maße 1972 mit Baubeginn der Universität. Heute sind nur noch wenige ursprüngliche Gebäude, am westlichen und östlichen Rand des ehemaligen Segeroths erhalten.

## Politik
Im Segeroth war die sozialistische Arbeiterbewegung die dominierende politische Kraft. Sie blieb es bis zum Machtantritt der Nationalsozialisten. Während der 1920er Jahre wurde das Viertel zu einer Hochburg der KPD. Auch nach ihrem Aufstieg zur Massenpartei zu Beginn der 1930er Jahre blieb die NSDAP hier zweitstärkste Partei. Es kam zu militant ausgetragenen Auseinandersetzungen zwischen den politischen Lagern.
Nach der Machtübernahme der Nationalsozialisten begann die Stadtverwaltung mit der politischen, rassenhygienischen und bevölkerungssanitären „Säuberung“ des Viertels. Das eigens eingerichtete Stadtsanierungsamt legte 1937 ein Konzept unter den Gesichtspunkten der Einpassung in die „Volksgemeinschaft“, des Leistungsverhaltens und des „rassischen Wertes“ vor, das zwischen drei Bevölkerungsgruppen unterschied, denen ein unterschiedliches Schicksal zugedacht war:
- Die „trotz asozialer Umwelt Gesundgebliebenen, mithin gegen Großstadtverderbung in besonderem Maße Immunen“ sollten weiterhin im Segeroth leben dürfen, der durch Abriss und Neubau saniert werden würde.
- Ein Teil der Familien sollte sich in „Randsiedlungen“ bewähren können, ausgesiedelt und in Notunterkünften „angesetzt“ werden.
- Die „nicht Besserungsfähigen und die rassisch Minderwertigen“ seien „abzusondern bzw. auszumerzen“. Das zielte vor allem auf die „schlimmste Stelle des Segeroths“, das Roma-Quartier am Schlenhof. Ein Teil dieser Roma hatte der KPD angehört.

Davon wurden allein das zweite und dritte Vorhaben umgesetzt. Zu einer baulichen Sanierung kam es nicht, wohl aber zu einem Teilabriss.
1938 wurden etwa hundert Roma „anderwärts in ein geschlossenes Lager“ gebracht. Es ist davon auszugehen, dass damit die KZ-Deportationen im Zuge der Aktion Arbeitsscheu Reich gemeint waren. Einige Familien wurden im Mai 1940 ins Generalgouvernement deportiert. Im März 1943 folgte die Deportation der bis dahin Verschonten nach Auschwitz-Birkenau. Nur wenige überlebten. Vom Bahnhof Segeroth und vom Essener Hauptbahnhof fanden zwischen dem 27. Oktober 1941 und dem 9. September 1943 zusammen neun Transporte statt, die Essener Juden in Vernichtungslager nach Osteuropa brachten.

## Heutige Lage
Kaum etwas ist von den Industrieanlagen oder alten Wohnvierteln übrig geblieben. Inzwischen haben Prostituierte in der Stahlstraße einen Standort erhalten, dort wo sich zuvor seit 1873 die Arbeiterkolonie Nordhof befand. Einige Wohnhäuser an der Ostseite der Gladbecker Straße stehen noch vor einem kleinen Gewerbegebiet. Deutlich ist eine Bombenlücke am südlichen Ende der Häuserzeile zu erkennen. Im Westen ist noch mehr Wohnbebauung erhalten, inklusive der mittlerweile aufgegebenen Kirche St. Marien. Den größten Platz im Segeroth nimmt die Universität Duisburg-Essen ein. Dazu sind einige innenstadtnahe Nachkriegswohngebiete entstanden. Heute gehört der überwiegende Teil des Geländes zum Stadtteil Nordviertel.
Zum Westviertel gehört heute das 13 Hektar große Gelände des früheren Güterbahnhofs Essen-Nord und des ehemaligen Großmarktes. Es wurde zum Universitätsviertel Grüne Mitte Essen, einem Wohn- und Arbeits-Quartier mit Parkanlage umgebaut. Dieser 560 Meter lange Park zwischen Segerothstraße und Rheinischem Platz wurde am 2. Juli 2010 offiziell eröffnet. Eigentums- und Mietwohnungen sowie kleinere Bürohäuser wurden ab Mitte 2011 errichtet. Aufgabe des Viertels soll es sein, die stadtgeschichtlich jahrzehntelange Trennung zwischen Stadtkern und Nordviertel endgültig aufzuheben. Im Januar 2019 hat die Funke Mediengruppe ihren Hauptsitz im Medienhaus der Funke Mediengruppe am südöstlichen Ende der Segerothstraße bezogen.